# بني زايد (مناخة)

تعديل مصدري - تعديل

بني زايد هي إحدى قرى عزلة بني مقاتل بمديرية مناخة التابعة لمحافظة صنعاء، بلغ تعداد سكانها 328 نسمة حسب تعداد اليمن لعام 2004.